# Dino Bruni
Dino Bruni (nascido em 13 de abril de 1990) é um ex-ciclista italiano que competia em provas de estrada. É medalhista de prata em Helsinque 1952. Competiu profissionalmente entre 1956 e 1965.
Ele venceu três etapas no Tour de France e duas etapas no Giro d'Italia. Competiu em duas edições dos Jogos Olímpicos, em Helsinque 1952 e Melbourne 1956, representando a Itália.

## Palmarès
1957
Vezzola
1958
Capri
1959
Tre Valli Varesine
Trofeo Fenaroli
Tour de France:
Vencedor das etapas 4 e 16
1960
Rovigo
Alessandrino
San Marino
Giro d'Italia:
Vencedor das etapas 1 e 17
1961
Coppa Sabatini
Giro della Provincia di Reggio Calabria
1962
Arras
GP Tarentaise Briançon
Tour de France:
Vencedor da etapa 21
1963
Coppa Sabatini
1969
Alessandrino